# Franz Joseph Ross
Franz Joseph Ross (auch: Roß; im Landtagshandbuch als Franz Joseph IV Roos) (* 4. September 1881 in Bensheim; † 2. August 1949 ebenda, als Franz Joseph Mischler) war ein hessischer Politiker (SPD), ehemaliger Abgeordneter des Landtags des Volksstaates Hessen in der Weimarer Republik und Verfolgter der Nationalsozialisten.

## Leben
Franz Joseph Ross war der Sohn des Tagelöhners Franz Joseph Ross III. und dessen Frau Kleopha Barbara geborene Mischler. Er machte nach dem Abschluss der Volksschule eine Lehre als Maler und Lackierer. Bis 1912 arbeitete er als Tünchergeselle und Musiker. 1907–1909 und 1911–1914 war er Vorsitzender der OKK Bensheim. In den Jahren 1912 bis 1913 war er selbständiger Tünchermeister, danach 1913 bis Dezember 1915 Lagerhalter im Konsumverein Weinheim. Von Januar 1916-Dezember 1918 war er Angestellter der OKK des Kreises Bensheim. Nach der Novemberrevolution wurde er im Januar 1919 Leiter des Kreisarbeitsamtes Bensheim, wo er zuletzt Regierungsrat war. Mit der Machtergreifung der Nationalsozialisten wurde er von seinem Posten entfernt. In Bensheim war Ross einer ihrer Hauptfeinde. Am 7. März 1933 wurde in Bensheim einer Reihe namhafter Gegner der Nationalsozialisten in „Schutzhaft“ genommen wurden. Ross konnte sich der Verhaftung zunächst noch entziehen. Als Oberregierungsrat hatte er in Darmstadt ein Zimmer angemietet. Wegen der Verfolgung erlitt Ross einen Zusammenbruch und er wurde in einem Darmstädter Krankenhaus behandelt. Nach seiner Entlassung aus dem Krankenhaus wurde er im Beisein seiner Frau in seinem Darmstädter Zimmer von „Uniformierten der NSDAP“ verhaftet und nach Bensheim gebracht. Am 18. März 1933 wurde Ross, zusammen mit Franz Johann Fertig, in einem Spott- und Schmähzug durch die Straßen Bensheims gefahren. Ziel des Zuges war die Polizeistation in der Faktorei. Dort wurde den beiden Gefangenen öffentlich ein Glatze geschoren. Am nächsten Tag wurde Ross aus der Haft entlassen, musste sich aber zweimal täglich bei der Polizei melden. Zudem verlor er jedes Einkommen. 1944 wurde er erneut verhaftet und kam für drei Monate in das Konzentrationslager Dachau.
1912 bis 1933 und 1945 bis 1949 war Ross Stadtverordneter bzw. Stadtrat in Bensheim. Von 1919 bis 1931 gehörte er dem Landtag an.
Franz Joseph Ross war katholisch und mit Katharina geborene Marokko (1881–1970) verheiratet.